# Улмо
Улмо е герой от Средната земя на Толкин. За първи път се споменава в Силмарилион. Той е известен като Властелин на водите.